# Ночной полёт (фильм, 1987)
«Ночной полёт», или «Летящие сквозь ночь» (англ. Nightflyers) — американский фантастический кинофильм. Экранизация произведения «Летящие сквозь ночь» американского писателя Джорджа Мартина. Премьера состоялась 23 октября 1987 года в США.

## Сюжет
В будущем группа исследователей на космическом корабле, возглавляемом капитаном по имени Джон Виндерман, отправляется на далёкую планету, чтобы найти одно загадочное и, возможно, опасное существо. Однако ещё в пути их поджидает другая опасность: исследователи, не ожидая того, по очереди становятся жертвами бортового компьютера корабля, подчинившегося чьей-то злой воле.

## В ролях
- Кэтрин Мэри Стюарт — Миранда Дорлак
- Майкл Прейд — Ройд Эрис
- Джон Стэндинг — Майкл Д’Брэннин
- Лиза Блаунт — Одри
- Гленн Уисроу — Килор
- Джеймс Эйвери — Дэрил

## Отзывы
Фильм получил смешанные отзывы кинокритиков.